# Associazione Sportiva Vicenza
Associazione Sportiva Vicenza is een damesbasketbalteam uit Vicenza, Italië welke speelt in de Lega Basket Serie B. De club werd opgericht in 1958.

## Geschiedenis
In de jaren 60 was Vicenza een van de beste teams van Italië. Ze wonnen vijf landskampioenschappen oprij. Dit was de eerste gouden periode van de club. In de jaren 80 kwam de tweede gouden periode van de club en was Vicenza een van de beste damesbasketbalteams in Italië en Europa. Ze haalde zeven landskampioenschappen oprij en ze haalde zeven keer oprij de finale van de EuroLeague Women en wonnen er vijf. In 1983 won Vicenza van DJK Agon 08 Düsseldorf uit West-Duitsland met 76-67. In 1984 verloor Vicenza van Levski-Spartak Sofia uit Bulgarije met 77-82. In 1985 won Vicenza van een andere grootmacht in het basketbal, TTT Riga uit de Sovjet-Unie met 63-55. 1986 won Vicenza opnieuw van DJK Agon 08 Düsseldorf. Nu met 71-57. In 1987 won Vicenza van Dinamo Novosibirsk uit de Sovjet-Unie met 86-73. In 1988 stonden deze twee teams weer tegenover elkaar in de finale. Vicenza won met 70-64. In 1989 verloor Vicenza van Jedinstvo-Aida Tuzla uit Joegoslavië met 70-74. In 1992 speelde Vicenza in de finale om de Ronchetti Cup. Ze wonnen in twee wedstrijden van Libertas Trogylos Priolo uit Italië met 78-67 en 76-69.

## Erelijst
- Landskampioen Italië: 12
  - Winnaar: 1965, 1966, 1967, 1968, 1969, 1982, 1983, 1984, 1985, 1986, 1987, 1988
- Bekerwinnaar Italië:
  - Runner-up: 1969, 1972, 1973
- Bekerwinnaar Italië Serie A2: 1
  - Winnaar: 2005
- EuroLeague Women: 5
  - Winnaar: 1983, 1985, 1986, 1987, 1988
  - Runner-up: 1984, 1989
- Ronchetti Cup: 1
  - Winnaar: 1992

## Bekende (oud)-spelers
- Stefania Passaro
- Katryna Gaither

## Bekende (oud)-coaches
- Antonio Concato

## Sponsor namen
- 1958-1963: AS Vicenza
- 1963-1966: Portorico Vicenza
- 1966-1969: Recoaro Vicenza
- 1969-1971: AS Vicenza
- 1971-1973: Thermomatic Vicenza
- 1973-1975: AS Vicenza
- 1975-1977: Cademartori Vicenza
- 1977-1980: AS Vicenza
- 1980-1984: Zolu Vicenza
- 1984-1985: Fiorella Vicenza
- 1985-1989: Primigi Vicenza
- 1989-1992: Estel Vicenza
- 1992-1995: Vivo Vicenza
- 1995-1996: Soligo Vicenza
- 1996-1998: Vero Vicenza
- 1998-1999: Fitt Vicenza
- 1999-2000: Becast Vicenza
- 2000-2004: ASD Vicenza
- 2004-2005: Ferrari Casa Vicenza
- 2005-2006: Centro Sport Palladio Vicenza
- 2006-2008: ASD Vicenza
- 2008-2010: AS Vicenza
- 2010-heden: Velco AS Vicenza